# Gare de Nakai
La gare de Nakai (中井駅, Nakai-eki) est une gare ferroviaire située dans l'arrondissement de Shinjuku à Tokyo au Japon. Cette gare est exploitée conjointement par les compagnies Seibu et Toei.

## Situation ferroviaire
La gare de Nakai est située au point kilométrique (PK) 3,9 de la ligne Seibu Shinjuku et au PK 32,4 de la ligne Ōedo.

## Historique
La gare de Nakai a été inaugurée le 16 avril 1927. La station de la ligne Ōedo du métro de Tokyo ouvre le 19 décembre 1997.

## Service des voyageurs

### Accueil
La gare dispose d'un bâtiment voyageurs, avec guichets, ouvert tous les jours.

### Desserte

#### Seibu
| 1 | Ligne Seibu Shinjuku | Tokorozawa ・ Hon-Kawagoe      |
| 2 | Ligne Seibu Shinjuku | Takadanobaba ・ Seibu-Shinjuku |

#### Métro
| 1 | Ligne Ōedo | Tochōmae    |
| 2 | Ligne Ōedo | Hikarigaoka |